# Imblattella acanthastylata
Imblattella acanthastylata är en kackerlacksart som först beskrevs av Morgan Hebard 1920.  Imblattella acanthastylata ingår i släktet Imblattella och familjen småkackerlackor. Inga underarter finns listade i Catalogue of Life.